# Vuelo 1308 de Inex-Adria Aviopromet
El vuelo 1308 de Inex-Adria Aviopromet era un avión McDonnell Douglas MD-81 que operaba un vuelo chárter esloveno de Inex-Adria Aviopromet a la isla francesa de Córcega. El 1 de diciembre de 1981, el vuelo se estrelló en el Mont San-Pietro de Córcega, matando a las 180 personas a bordo. 
Hoy día permanece como el primer accidente fatal, más grave que involucre un McDonnell Douglas MD-80, el mayor accidente aéreo de una aeronave de Yugoslavia y de Eslovenia hoy en dia y el segundo peor en suelo de Francia por debajo del vuelo 981 de Turkish Airlines accidentado 7 años antes con 346 fallecidos.

Fue el desastre aéreo más grave de 1981.

## Eventos anteriores
El 22 de octubre de 1981, Inex-Adria envió una solicitud para autorizar el vuelo chárter, que recibió el número JP-1308, de Liubliana a Ajaccio y viceversa, el 1 de diciembre del mismo año. El vuelo fue alquilado por la agencia de viajes eslovena Kompas, con sede en Liubliana. Los términos de la solicitud establecían que el vuelo 1308 usaría un avión McDonnell Douglas DC-9 con una capacidad de asiento de 115 a 135. El permiso fue emitido por la Dirección General de Aviación Civil el 16 de noviembre. Sin embargo, la aerolínea decidió no usar el DC-9 y en su lugar decidió usar el McDonnell Douglas MD-81, ya que era un avión más nuevo y más grande. La aplicación originalmente indicaba que el vuelo transportaría 130 pasajeros, sin embargo, había 43 pasajeros adicionales a bordo que eran empleados de Inex-Adria, turistas de Kompas y / o sus familias, que totalizaban 173 pasajeros.

## Aeronave y tripulación

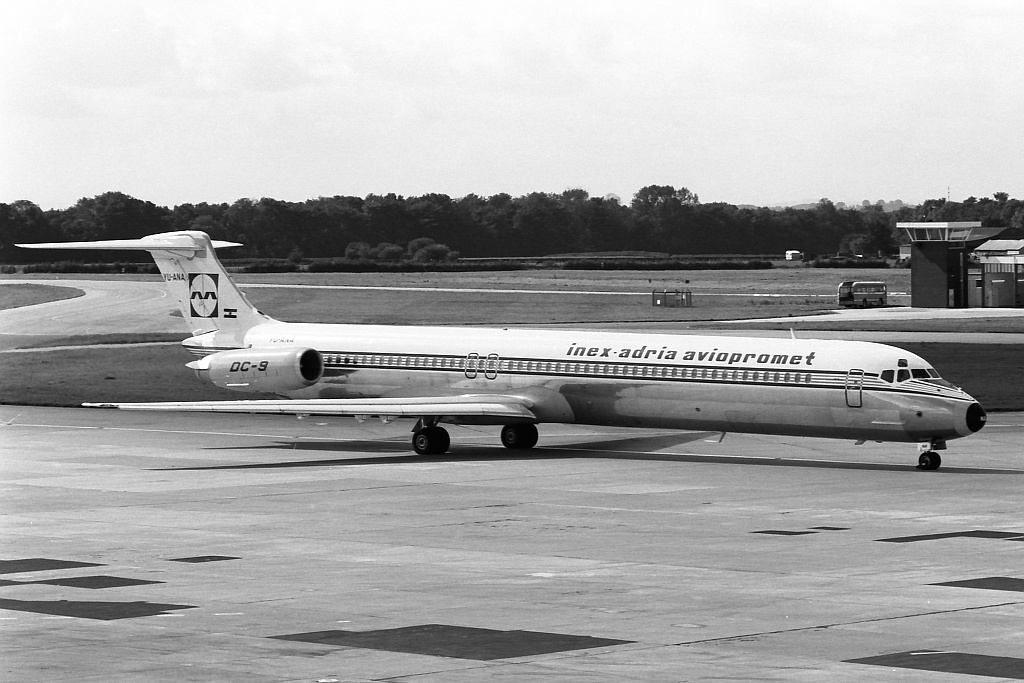
El avión accidentado, fotografiado 3 meses antes del accidente

El avión era un McDonnell Douglas MD-81 registrado en Eslovenia como YU-ANA (número de serie del fabricante 48047). El primer vuelo del avión fue el 15 de mayo de 1981. El avión fue entregado a Inex-Adria el 11 de agosto. El avión solo tenía 683 horas de vuelo en el momento del accidente. La última comprobación A del avión se realizó el 7 de noviembre de 1981. La última prueba de mantenimiento del avión tuvo lugar cuatro días antes del accidente, el 27 de noviembre. El avión estaba propulsado por dos motores de turboventilador Pratt & Whitney JT8D-217 (números P708403D y P708404D), cada uno de los cuales desarrollaba 20.850 libras de empuje y tenía un tiempo de operación total de 683 horas, registrado desde la verificación A-47. Al momento del accidente solo tenía 5 meses.
Sobre la tripulación, el capitán era Ivan Kunovic, de 55 años. Recibió su licencia de piloto el 16 de abril de 1968 en la Academia Yugoslava de la Fuerza Aérea y estaba calificado para volar los F-84, T-33 y F-86. Kunovic fue contratado por Inex-Adria en 1970 y se convirtió en un primer oficial en el DC-9 el mismo año. Luego se convirtió en capitán del DC-9 el 4 de abril de 1972 y luego en capitán del MD-80 el 13 de agosto de 1981. En el momento del desastre, Kunovic tenía un total de 12.123 horas de vuelo, incluidas 5.675 horas en el DC-9 y 188 horas en el MD-81.
El copiloto era M. Franc Terglav, de 40 años. Recibió una licencia de piloto el 11 de noviembre de 1981 en el club aéreo y fue calificado para vuelos en el Piper PA-31, PA-34 y Cessna Citation 9. El 21 de junio de 1981, se graduó como primer oficial en el MD-81. Terglav tuvo un total de 4.213 horas de vuelo, incluidas 746 horas en el DC-9 (que se acumularon durante 529 vuelos) y 288 horas en el MD-81.

## Accidente

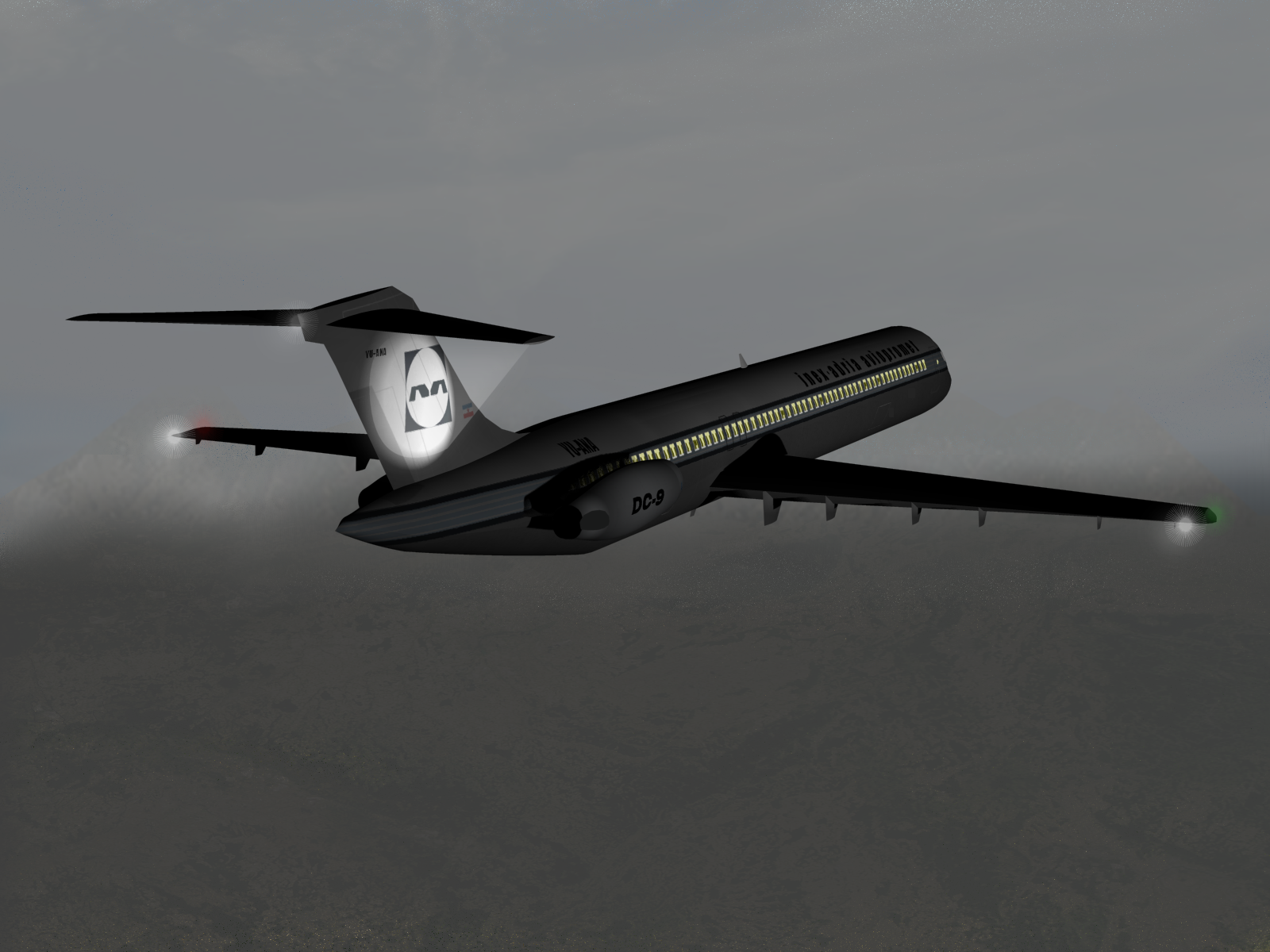
Recreación del vuelo 1308 poco antes del accidente.

El vuelo 1308 despegó del aeropuerto de Brnik en un vuelo fletado desde Eslovenia a Ajaccio, la capital de Córcega, con 173 turistas eslovenos y 7 miembros de la tripulación. A las 08:08, el avión estaba en el espacio aéreo italiano cuando el controlador en Padua contactó a un colega en Ajaccio y solicitó el informe meteorológico real. El viento moderado del sudoeste (240°) soplaba en el aeropuerto en ese momento 10 nudos (19 km / h; 12 mph), y el cielo estaba cubierto de nubes separadas. Cuando la tripulación recibió informes meteorológicos, decidió aterrizar en la pista 03, mientras que el capitán aclaró que si aumentaba el viento, volarían para su inspección. A las 07:28 el avión entró en la zona del centro de control en Roma y el vuelo fue autorizado para descender al nivel de vuelo FL 270 (27,000 pies (8,200 m). La tripulación aclaró si se autorizó el descenso. El controlador le dijo al tripulación que no fueron despejados, y la tripulación reconoció la transmisión, agradeciendo al controlador.
A las 08:31, el controlador nuevamente despejó el vuelo 1308 para descender a FL 270, a lo que esta vez la tripulación confirmó, e informó que salían de FL 330 y comenzaban a descender. El controlador también aclaró que se despejaría el vuelo para descender a FL 190 (19,000 pies (5,800 m)) después de pasar Elbe. La grabadora de voz de la cabina (CVR) grabó un sonido similar a la activación del letrero "Abróchese el cinturón de seguridad" y el capitán Kunovic ordenó al primer oficial Terglav que calcule los parámetros de aterrizaje. Una azafata entró en la cabina y pidió reducir la temperatura en la cabina, lo que hizo el primer oficial. A las 08:33, el controlador despejó el vuelo 1308 para descender al nivel 190 en Bastia. Después de volver a verificar los cálculos, el comandante y el copiloto, basándose en la masa y la presión ajustadas, determinaron las velocidades de aproximación como 221, 170, 148 y 124 nudos (409, 315, 274 y 230 km / h; 254, 195, 170 y 142 mph). En algún momento, el primer oficial Terglav dejó que su pequeño hijo entrara en la cabina, cuando se escuchó la voz de un niño preguntando cuándo descendería el avión.
A las 08:35, la tripulación ingresó al espacio de control de tráfico aéreo en Marsella y posteriormente estableció contacto por radio a las 08:35:50, informando el paso del nivel de vuelo(FL) 210 y descendiendo a 190 en dirección a Ajaccio, después de lo cual solicitó permiso para una nueva reducción. En respuesta, el controlador les ordenó mantener FL 190 a Bastia y "graznar" 5200 en su transpondedor, ya que la ruta directa a Ajaccio atravesó ligeramente el espacio aéreo cerrado LFR 65, y esta maniobra lo evitaría. A las 08:40:35, la tripulación informó que permanecía en FL 190 a 50 millas de Ajaccio y nuevamente solicitó permiso para descender, a lo que el controlador los autorizó a descender a FL 110 (11 mil pies o 3,350 metros). Al dar permiso para descender, el controlador utilizó una terminología no estándar, "aclarado 110", que luego la tripulación discutió en la cabina. Luego, la tripulación estudió el procedimiento de aproximación para el sistema de planeo en la pista 03. En este proceso, Durante la preparación preparatoria, el niño intervino dos veces, quien habló sobre observar una montaña similar a Servin; Según la investigación, era de la matriz de Monte Chinto.
Centrándose en el nivel del aeropuerto, que es de 52 pies (16 m), la tripulación estableció la altura de decisión en 643 pies (196 m). A las 08:43:57 el capitán informó llegar a FL 110 a una distancia de 28 millas y en un VOR Ajaccio Además, a las 08:47:10, el comandante contactó al controlador de aproximación de Ajaccio, quien informó que el vuelo 1308 aterrizaría en la pista 21, ordenó mantener 110 en el VOR Ajaccio y pasó el informe meteorológico: presión atmosférica 1009, presión del aeródromo 1008, viento 280° a 20 nudos (37 km / h; 23 mph). Cuando a las 08:49:31 el capitán Kunovic informó sobre el vuelo VOR a una altitud de 110, y recibió instrucciones de cambiar el rumbo a 247°, y a las 08:49:52 descender a FL 33 3,300 pies (1,000 m), aunque debido a la interferencia, la tripulación escuchó la altura de 3.000 pies (910 m). Debido al hecho de que no había radar en el aeropuerto en ese momento, el controlador determinó la ubicación de la aeronave solo de acuerdo con los informes de la tripulación. A las 08:50:05 la tripulación informó sobre el comienzo del descenso. Para entonces la velocidad del instrumento se redujo de 285 a 224 nudos, cuando el avión comenzó a descender con una velocidad vertical de 2.200 pies (670 m), y la velocidad instrumental aumentó a 256 nudos (474 km / h; 295 mph). A las 08:52:15 la tripulación informó que pasó FL 60 (6,000 pies (1,800 m)) y pidió encender la radio baliza, que sería la última transmisión del vuelo. A las 08:53:08, el controlador ordenó a la tripulación que corrigiera el rumbo, pero no recibió respuesta. A las 08:53:21, sonó un silbato de cuatro segundos en la sala de control. La tripulación no respondió. cuál sería la última transmisión.
A partir de las 08:52:43, los registradores de vuelo registraron el avión que volaba sobre los picos de las montañas que tenían 1000 y 2500 pies de altura, y desde las 08:52:26 también comenzaron a aparecer y aumentaron los flujos turbulentos. Además, a las 08:53:08, el sistema de advertencia de proximidad a tierra del avión emitió varias advertencias de audio, a las que la tripulación no reaccionó durante aproximadamente diez segundos. Tres segundos antes del impacto, la tripulación aumentó la potencia del motor e intentó escalar, pero no pudo despejar el terreno. Una de las alas del avión chocó con la cumbre del Mont San-Pietro y se rompió. La aeronave se sumergió sin control y se estrelló violentamente al otro lado de la montaña ocho segundos después, matando a todos a bordo. La hora del accidente fue a las 8:53 a. m. hora local (07:53 UTC).

## Búsqueda

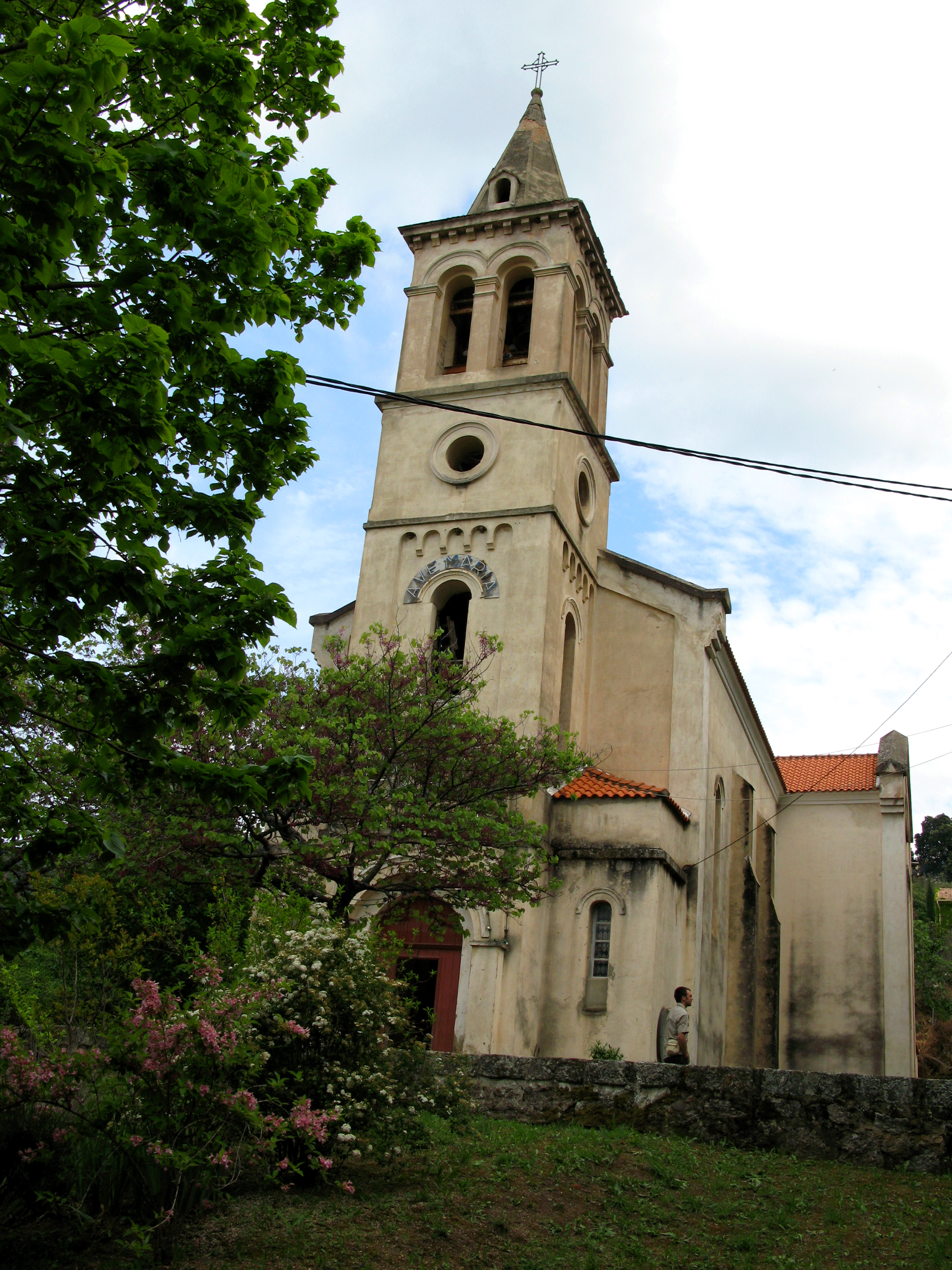
Iglesia de Petreto-Bicchisano, donde se realizó la identificación de los cuerpos.

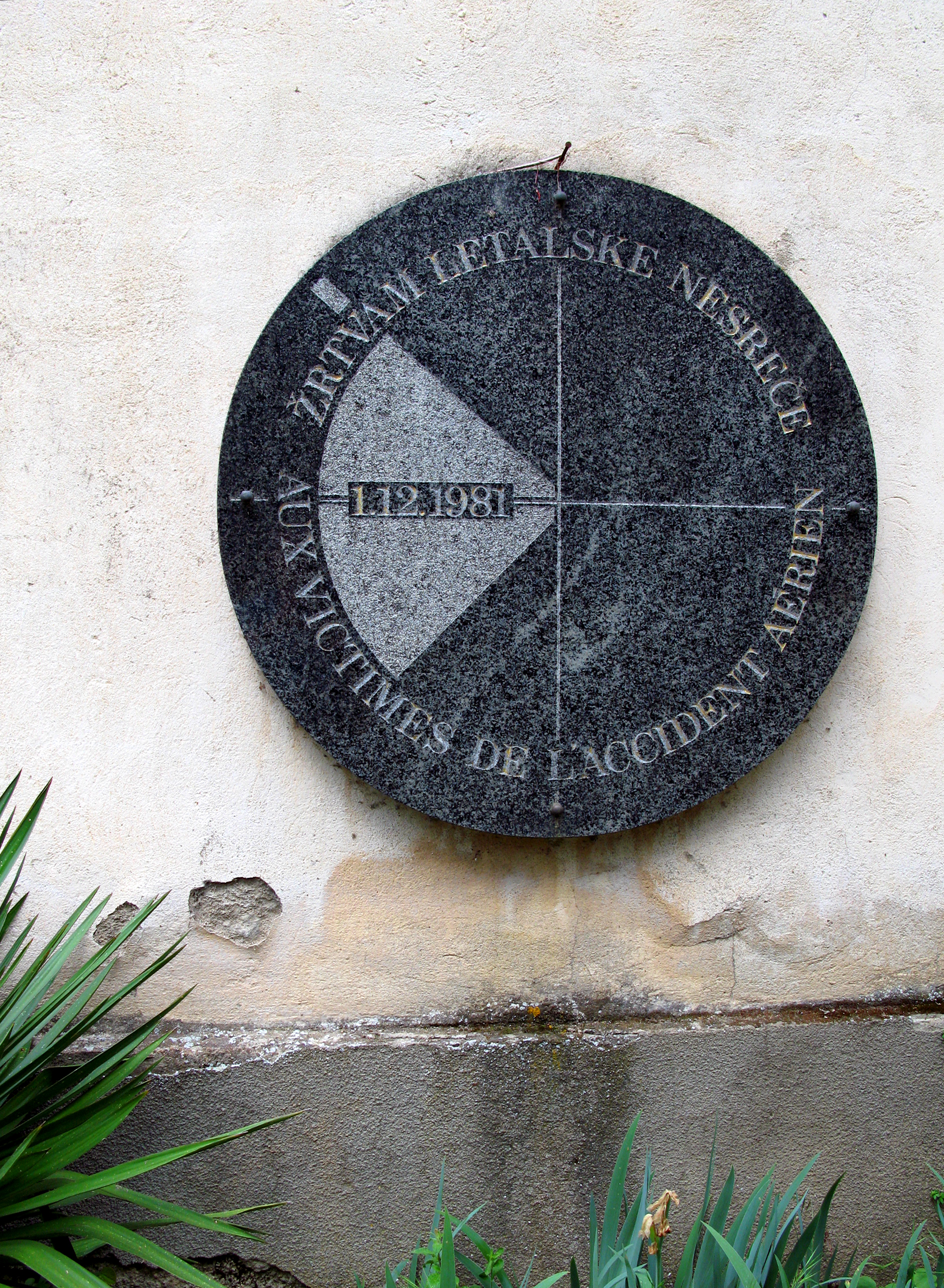
Monumento a las víctimas del accidente.

A las 9 de la mañana, siete minutos después de perder el contacto con el vuelo 1308, comenzó una búsqueda de emergencia. el controlador creyó erróneamente que el vuelo 1308 se estrelló en el mar. Finalmente, a las 12:40, se encontró un fragmento de ala en la cima del Monte San Pietro, a 15 kilómetros (9.3 millas) de la costa. Al día siguiente, los rescatistas llegaron al lugar del accidente, solo para descubrir que no había sobrevivientes.

## Investigación
La investigación posterior sobre el desastre reveló que el control creía erróneamente que el vuelo 1308 estaba fuera de su patrón de espera, creyendo que ya estaba ubicado sobre el mar, mientras que en realidad estaba ubicado 15 km (9 millas) tierra adentro, sobre el terreno montañoso de Córcega. La tripulación, aparentemente sorprendida por las instrucciones para descender, repitió varias veces que todavía estaban en el patrón de espera, lo que el control reconoció. La tripulación no estaba familiarizada con el aeropuerto y sus alrededores, ya que este era el primer vuelo de Inex-Adria Aviopromet a Córcega. La investigación determinó que el lenguaje impreciso utilizado por la tripulación del MD-81 y el controlador de tráfico aéreo desempeñó un papel importante en el accidente. El control de tránsito aéreo en Ajaccio fue liberado de todos los cargos. El controlador de tránsito aéreo a cargo del vuelo 1308 fue transferido a otro aeropuerto en Francia.
En el momento del accidente, el aeropuerto de Ajaccio no tenía sistema de radar. Como resultado directo del accidente, se actualizó el equipo y se modificó el patrón de aproximación.

## Operación de limpieza de 2008
Algunos escombros y cuerpos humanos fueron retirados del lugar del accidente después del accidente en 1981. En 2007, POP TV (una estación de televisión en Eslovenia) hizo un informe de noticias sobre el accidente. Visitaron el lugar del accidente en Córcega y encontraron que muchas de las partes del avión aún estaban dispersas en el Mont San-Pietro, en terreno accidentado e inaccesible. Posteriormente, el Gobierno de Eslovenia, Adria Airways y Kompas (la agencia de viajes eslovena que organizó el viaje fatal en 1981) organizó y financió una operación de limpieza. Un equipo esloveno de unos 60 soldados, rescatistas de montaña, miembros del servicio de protección civil y rescate, personal médico y otros voluntarios retiraron cerca de 27 toneladas de restos de aviones en mayo de 2008. Los escombros retirados incluyeron un motor de avión y grandes alas. Algunas de las piezas eran tan grandes que debían cortarse a máquina antes de transportarlas desde la montaña en helicóptero. También se encontraron varios restos humanos y se enviaron para más pruebas de identificación o se eliminaron adecuadamente. Se instaló una placa conmemorativa en el sitio del impacto inicial del ala.